# 데드샷
데드샷(영어: Deadshot)은 미국의 만화 DC 코믹스의 등장인물로, 배트맨의 대립인물이다. 본명은 플로이드 로턴(Floyd Lawton)이다. 밥 케인, 데이비드 번 리드, 루 슈워츠에 의해 창조되었다. 1950년 6월 Batman #59에 처음 등장하였다.
2016년 공개된 《수어사이드 스쿼드》에서는 윌 스미스가 연기하였다.